# Antoni Sawoniuk
Antoni Sawoniuk znany też jako Anthony Sawoniuk (biał. Андрэй Саванюк; ur. 7 marca 1921 r. w Domaczewie, zm. 6 listopada 2005 r. w Norwich w Wielkiej Brytanii) – jedyny zbrodniarz narodowosocjalistyczny skazany w Wielkiej Brytanii. 
W czasie wojny jako policjant uczestniczył w egzekucjach ludności żydowskiej w rodzinnej miejscowości Domaczewo. Zamordował co najmniej 4 osoby. Po wojnie w 1946 r. osiedlił się w Wielkiej Brytanii i zamieszkał w Londynie. Przez wiele lat żył bez żadnych problemów posługując się swoim prawdziwym nazwiskiem. Został aresztowany po śledztwie specjalnej komórki Scotland Yardu, która poszukiwała zbrodniarzy nazistowskich z czasów wojny, którzy osiedlili się po jej zakończeniu na terenie królestwa. W 1999 r. został skazany za zbrodnie wojenne na ludności żydowskiej na dożywocie, stając się pierwszym skazanym zbrodniarzem wojennym w Wielkiej Brytanii. Sawoniuk nie przyznał się do winy i oświadczył, iż świadkowie zeznawali przeciwko niemu na polecenie. Wyrok do śmierci w 2005 r. odsiadywał w więzieniu Norwich.